# OpenPilot
OpenPilot è un progetto di software libero per Aeromobile a pilotaggio remoto (UAV).
Creato da David Ankers, Angus Peart e Vassilis Varveropoulos a fine 2009, OpenPilot fu concepito sia come uno strumento didattico che per quelle aree indicate dagli sviluppatori per cui mancavano in altre piccole piattaforme UAV.
L'OpenPilot può essere combinato con hardware quale scheda di sistema di navigazione inerziale, uno schema madre di controllo, ricevitore GPS, e comunicazioni seriali a 2,4 GHz con stazione a terra.
Il software è diviso in due parti: il firmware sulle componenti fisiche scritto in C e la stazione di controllo a terra (GVS) scritto in C++ utilizzando Qt.